# Učitel IN
Učitel IN je setkáním učitelů, studentů a všech, kteří mají zájem o problematiku smysluplného využití ICT ve vzdělávání.

## O konferenci

### Struktura a zaměření konference
Konference se skládá z přednášek a workshopů.
Každý ročník má dopolední část, která je společná pro všechny účastníky a je složena z přednášek pozvaných hostů. Každý přednášející se snaží svou přednášku něčím oživit a udělat zajímavou. V minulých ročnících byla k vidění například rozšířená realita nebo mluvící robot. V odpolední části se lektoři snaží ukázat, ale hlavně nechat účastníky vyzkoušet, nějakou aplikaci nebo činnost, kterou účastníci neznají nebo neumí použít.
Konference je výjimečná silným obsazením lektorů i přednášejících, kteří nabízejí velmi silná témata, jsou vizionářští svým přístupem, pomáhají ostatním učitelům a rozvíjejí kulturu sdílení. Na akci vystupují jak moderní učitelé, kteří umějí smysluplně využívat moderní technologie a zároveň chtějí předávat své zkušenosti ostatním, tak také žáci (poprvé v ročníku 2017), kteří inspirují učitele tím, jak pracují s technologiemi.
Konference se zaměřuje na příklady dobré praxe ICT ve vzdělávání, diskutované z různých úhlů, konkrétně v oblastech technologie, robotiky, virtuální reality, speciálních potřeb, cizích jazyků a metodiky. Je organizována pod záštitou primátora města Plzně a rektora Západočeské univerzity v Plzni.

### Partneři konference
Konference je podporována městem Plzní, Západočeskou univerzitou, Americkým Centrem – U.S. Point v Plzni, firmou Microsoft, komunitou Google Edu Groups a Nakladatelstvím Fraus.

## Témata workshopů

### Ročník 2018[4]
- Badatelsky orientovaná výuka
- Tvorba animovaných filmů s iPadem a jejich využití ve výuce
- Co jsem vyzkoušela
- Výuka designového myšlení – vynálezy s littleBits
- Využití deskových her a jejich principů pro rozvoj klíčových kompetencí žáků
- Učitel AUT (autonomní učení se cizím jazykům)
- Fyzika, slovenčina a radosť
- Když tablet pomáhá dětem s těžkým postižením
- SAMR model – využití Socrative (v propojení se sebehodnocením)
- Robotika napříč předměty
- Hlasoví asistenti – výuka programování, umělé inteligence nebo cizích jazyků
- Video ve výuce na VŠ: Kdy má smysl tvořit vlastní video? Od problému k řešení
- Hravé opakovací objevování
- Jak na převrácenou třídu (Flipped Classroom)
- eFígle
- Foxee – Továrna na stole
- Jak se naučit nepoužívat technologie s použitím technologií
- Programujeme agenta v prostředí MakeCode
- Psaní hravě

### Ročník 2017
- Píšeme Wikipedii
- Učíme elektroniku s Arduinem a Edushieldem
- iPad a žáci s kombinovaným postižením
- Jak se pomocí internetu inspiruji a učím
- iPad a webové aplikace
- Teorie Tygra, Životní mapy a komunikační typy
- Informatika, 3D tisk a robotika na prvním stupni ZŠ
- Jak dostat digitální obsah do výuky efektivně – praktické tipy pro učitele
- Blank apps nejen ve výuce jazyků
- Kodu Game Labs
- ICT a přírodovědná bádání
- Formativně s Formative
- Tajemství za obrázky s Aurasmou a Goggles
- Jak učit děti řešit problémy
- 3D svět v Minecraftu a Malování 3D
- Zpětná vazba nemusí být strašák[5]